# Ólafur Stígsson
Ólafur Ingi Stígsson (født 16. december 1975) er en islandsk tidligere fodboldspiller (midtbane).
Stígsson tilbragte størstedelen af sin karriere i hjemlandet, hvor han af flere omgange repræsenterede Fylkir, og også havde ophold hos Valur. Han spillede desuden et enkelt år i skotsk fodbold. Hos Fylkir vandt han én titel, den islandske pokalturnering i 2001.
For det islandske landshold spillede Stígsson ni kampe. Han debuterede for holdet i en venskabskamp mod Polen i august 2001.

## Titler
Islandsk pokal
- 2001 med Fylkir